# Cukunft

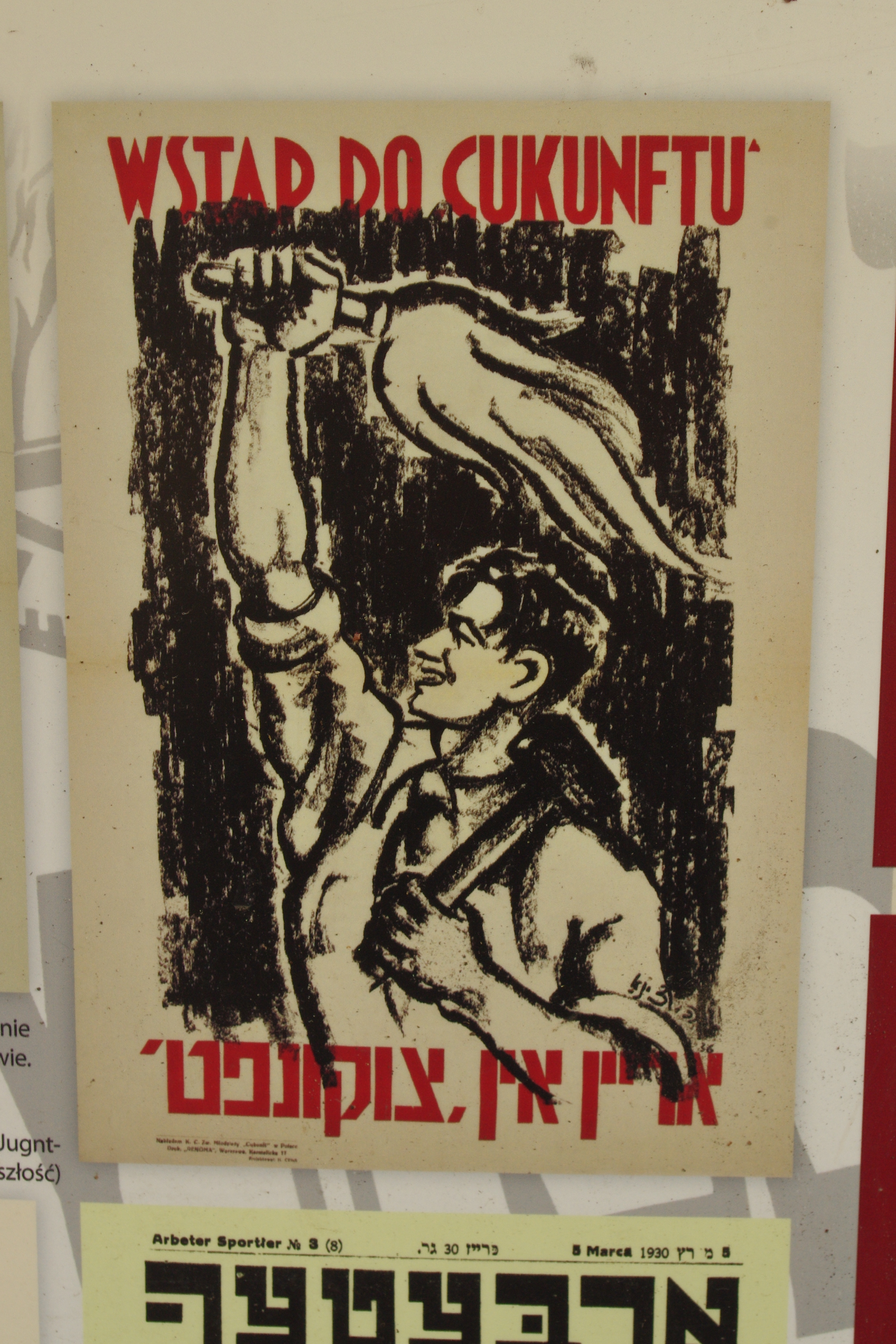
Fragment wystawy plenerowej „Sport żydowski w przedwojennej Warszawie” autorstwa dr. Jarosława Rokickiego, przygotowanej przez Fundację im. prof. Mojżesza Schorra, a prezentowanej na przełomie 2012/2013 r. przy ul. Twardej 6 w Warszawie. Na fotografii fragment tablicy pt. Z inicjatywy socjalistycznego Bundu – Stowarzyszenie Robotnicze Wychowania Fizycznego „Jutrznia” (Morgnsztern), przedstawiający plakat Cukunftu.

Cukunft (jid. ‏צוקונפֿט‎, „Przyszłość”), właśc. Związek Młodzieży Cukunft – lewicowa żydowska organizacja młodzieżowa Bundu. Została założona w 1910 roku, a w 1916 roku otrzymał oficjalnie nazwę Jugnt Bund Cukunft. Organem prasowym organizacji był „Jugnt Weker”.
W 1921 roku w wyniku rozłamu w organizacji powstała Komcukunft.
Cukunft wzięła udział w powstaniu w getcie warszawskim w ramach Żydowskiej Organizacji Bojowej.